# Слуцкий Свято-Троицкий монастырь

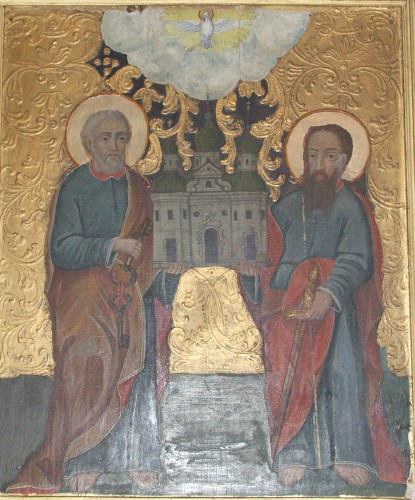
Слуцкий Свято-Троицкий монастырь на иконе XVII в.

Слуцкий Свято-Троицкий монастырь (Тройчанский монастырь) — несохранившийся памятник белорусской культовой архитектуры, былой центр православия на белорусско-литовских землях.

## История Свято-Троицкого монастыря
Время основания Свято-Троицкого (Тройчанского) монастыря неизвестно. Первое упоминание о нём датируется 1445 годом. Стоял монастырь близ города, ниже по течению реки Случь. Вокруг монастыря стали селиться люди, образовалось предместье Тройчаны, а улица от города к монастырю стала зваться Тройчанской. Монастырь имел грамоту польского короля, подтверждавшую его православный статут.
С 1560 года при монастыре существует духовная школа, в которой изучались богословие, риторика, славянская и греческая грамматики. Известно и о маленькой библиотеке монастыря: в 1494 году было 45 книг.
В 1571 году настоятелем монастыря был архимандрит Михаил Рагоза, будущий киевский митрополит. С 1659 года архимандриты монастыря являются заместителями киевского митрополита на территории Великого княжества Литовского.

При монастыре открывается православная семинария, которой руководил до 1575 года бывший игумен Троице-Сергиевой лавры Артемий. После него семинарию возглавил ученик Артемия Марк Сарыхозин. В начале XVII века семинарии уже не было. Снова она (коллегиум) возникает в XVIII веке. Слуцкий архимандрит Досифей Галяховский в 1761 году писал русскому послу в Варшаве Ф. М. Воейкову, что, борясь с невежеством и суевериями среди духовенства и прихожан, открыл в Слуцке семинарию: 
Достал православных профессоров, а великое множество поповских детей, весьма к наукам способных, имеется.
 Преемник Досифея архимандрит Павел Волчанский в 1768 году писал киевскому митрополиту Арсению, что при его предшественнике уже обучалось в «коллегиуме» более 70 учеников, однако за время перед новым назначением архимандрита «кто по домам, кто по разным местам разбрелися». Уже был дом для сирот и нищих детей священнических; в 1767 обучалось 15 человек. Учителем был виленский иеродиакон Иоасаф Статкевич.
В 1582 году, когда братья Олельковичи разделили Слуцкое княжество, монастырь остался их совместным владением. Сохранился документ, в котором они обязываются давать монастырю пожертвования. В документе также приводятся деревни, приписанные к монастырю: Пуховичи, Редковичи, Шипиловичи, Яминск, Убибахи. Монастырь имел большое хозяйство. В 1659 году архимандрит монастыря перечислил работы, которые следует выполнить монастырским вёскам. Так, Редковичи и Шипиловичи сеяли жито, содержали коров, поставляли монастырю масло, рыбу, мёд и воск, волчьи и лисьи шкуры. Яминск и Убибахи выращивали для монастыря овощи, хлеб. Издавна монастырь имел право рыбной ловли в реке Оресса и озере Ужин. Жители Тройчан сеяли жито, выращивали овощи. В местечке была корчма; известно, что её в 1677 году арендовал еврей Пушман.
Януш Радзивилл, которому от Олельковичей перешёл Слуцк, как обещал жене, опекал монастырь. В завещании он писал: 
Церкви и монастыри религии старарусской во владениях моих по-прежнему должны сохраняться и потомки должны следить, чтобы не произошло в том никакой перемены…
 До сентября 1840 года минские архиепископы имели большей частью пребывания Слуцкий Свято-Троицкий монастырь.
В монастырский ризнице хранились пожертвованные (1580) слуцким князем Юрием Олелько настоятельский посох из литого серебра, серебряный золоченый потир и писаное им уставное четвероевангелие. Здесь же находилась фелонь из самотканой цельной серебряной парчи и кипарисный посох, присланный в благословение монастырю в 1611 иерусалимским патриархом Феофаном через слуцкого князя Иеронима Радзивилла.
В 1842 году монастырь возведён в 1-й класс, с начала XX века — третьеклассный. В 1870 году стараниями минского епископа Александра переведён в Минск и назван Свято-Духовским монастырем, а на его месте поселились иноки упразднённого третьеклассного мужского Иоанно-Богословского (Свято-Николаевского) монастыря из местечка Грозово.
В первую мировую войну в монастыре был лазарет. Летом 1917 года строения монастыря, где жило 13 монахов и 13 послушников, передано Белорусской гимназии, настоятель архимандрит Афанасий Вечерко выслан.
В 1927 году среди братии монастыря произошёл раскол, некоторые стали выражать поддержку обновленцам. Обновленческие церковные власти назначали слуцким епископом игумена монастыря Савватия Зосимовича. 21 февраля 1930 года монастырь закрыли, реликвии были переданы в музеи. Окончательно монастырские постройки разрушены в 1950-х годы. Впоследствии на его месте находился военный городок. В 1994 году верующими установлен памятный крест.

## Церкви Свято-Троицкого монастыря
Из описания 1678 известно, что вход в монастырь был через высокие деревянные ворота с деревянными башнями по бокам, — меж ними надвратная церковь св. Никиты. Главный храм монастыря — Свято-Троицкий собор — как утверждают некоторые белорусские историки, построен в 1505 княгиней Анастасией Олелькович, но документальных сведений нет; видимо, это дата закладки в память об удачной обороне города от татар. Известно, что он в 1795 обновлен архиепископом Виктором (Садковским). Имел два придела: правый во имя св. великомученицы Екатерины, построенный на средства императрицы Екатерины II, и левый — во имя св. князя Александра Невского. В 1654 церковь уже каменная, стоящая в центре монастырского двора, остальные деревянные. Позже храм неоднократно горел и грабился казаками, особенно в 1655 и 1660. Иконостас в соборе был семиярусный, из трех частей, с резными позолоченными орнаментами.
Как пишет А. Снитко, владелец Слуцка князь Богуслав Радзивилл в 1667 дал архимандриту Феодосию Василевичу на строительство «опустошена и разрушенного неприятелем» монастыря леса, а слуцкие купцы и шляхта в 1668—1669 оплатили камень. Уже описание 1678 говорит о том, что храм почти восстановлен, так как велась только реставрация алтаря. В 1732 году получен привилей с разрешением на сбор денег на ремонт храма от короля Августа II. В мае 1732 до работы, по договоренности с монастырем, приступает артель каменщиков. В 1785—1788 церковь построена по проекту и под руководством «Шаи Вольфовича Турова, мещанина слуцкого» по заказу слуцкого архимандрита Виктора Садковского. Второстепенные работы велись до 1795, а иконостас закончен в 1804.
В 1773 епископ в то время единственной в Беларуси православной Могилевской епархии святитель Георгий Конисский писал в Священный Синод: «Сей монастырь вотчину имеет и угодия не худые, и если бы довелось за рубежом в Польше быть особливо православному епископу для всех томов остающихся церквей и монастырей, то сей Слуцкий монастырь, в разсуждении протчих, как центральный, для жития такому епископу был бы найспособнейший».
Предположительно, во второй XVII собор имел в плане форму креста, одну алтарную апсиду, две четвериковые трехъярусные башни. На левой были часы с курантами, правая была звонницей. Массивный четверик, возведенный над межкрестовьем, покрывал трехъярусный купол.
Храм имел следующие реликвии: чудотворную икону Божией Матери византийского письма, икону Казанской Божией Матери византийского письма, Евангелие 1582, писанное слуцким князем Юрием Олельковичем, портреты слуцких князей Александра Олельковича и трех его сыновей — Юрия, Сямена и Александра. В левом приделе в XIX в.находились мощи Гавриила Белостокского (1684—1690), перевезенные из сгоревший Заблудовской приходской церкви (ныне мощи находятся в кафедральном Свято-Николаевском соборе Белостока). В стене правого придела в свинцовой раке было погребено тело последней из рода Олельковичей — Софьи Олелькович-Радзивилл.
Невдалеке стояла деревянная домашняя Свято-Благовещенская церковь; в 1800 её уже не было, на её месте церковь Введения во храм Святой Богородицы. Близ церкви — звонница с малым большим колоколами. Куски большого, отлитого ещё при Олельковичах, долго лежали на земле; колокол, видимо, был сброшен при очередном разгроме XVII в. В начале XIX в. на звоннице было 8 колоколов, больший, отлитый слуцкими литейщиками в 1799, весил 207 пудов. Далее было 5 келий, большой деревянный дом настоятеля на каменном фундаменте, окруженный верандой, с поварней и трапезной. И ещё дальше — колодец, баня, сараи, жилые постройки, ставок с рыбой, огороды, сад. Со временем деревянные постройки исчезли, и в 1865—1867 строится двухэтажное каменное здание в стиле позднего классицизма с комнатами настоятеля, кельями и церковью Благовещения Святой Девы.
Также в Слуцке, в то или иное время, находились:
- Спасо-Успенский женский православный монастырь, основанный Олельковичами;
- Монастырь мариавиток женский;
- Преображенский православный мужской монастырь, основанный слуцким церковным братством в 1600;
- Бернардинский мужской, основанный Радзивиллами;
- Монастырь иезуитов, основанный Радзивиллами.